# Byggnadsminne

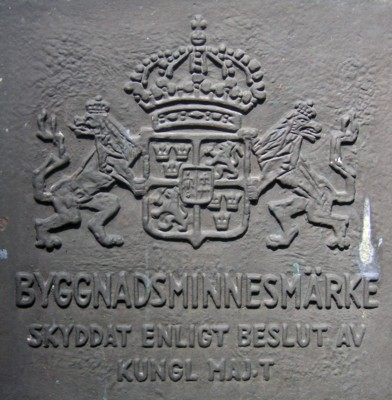
Targa (byggnadsminnesmärke) che identifica i byggnadsminne di proprietà dello Stato svedese. La foto ritrae la targa di Turkiska kiosken, in Hagaparken. La targa è una copia dell'originale disegnato da Edvin Öhrström.

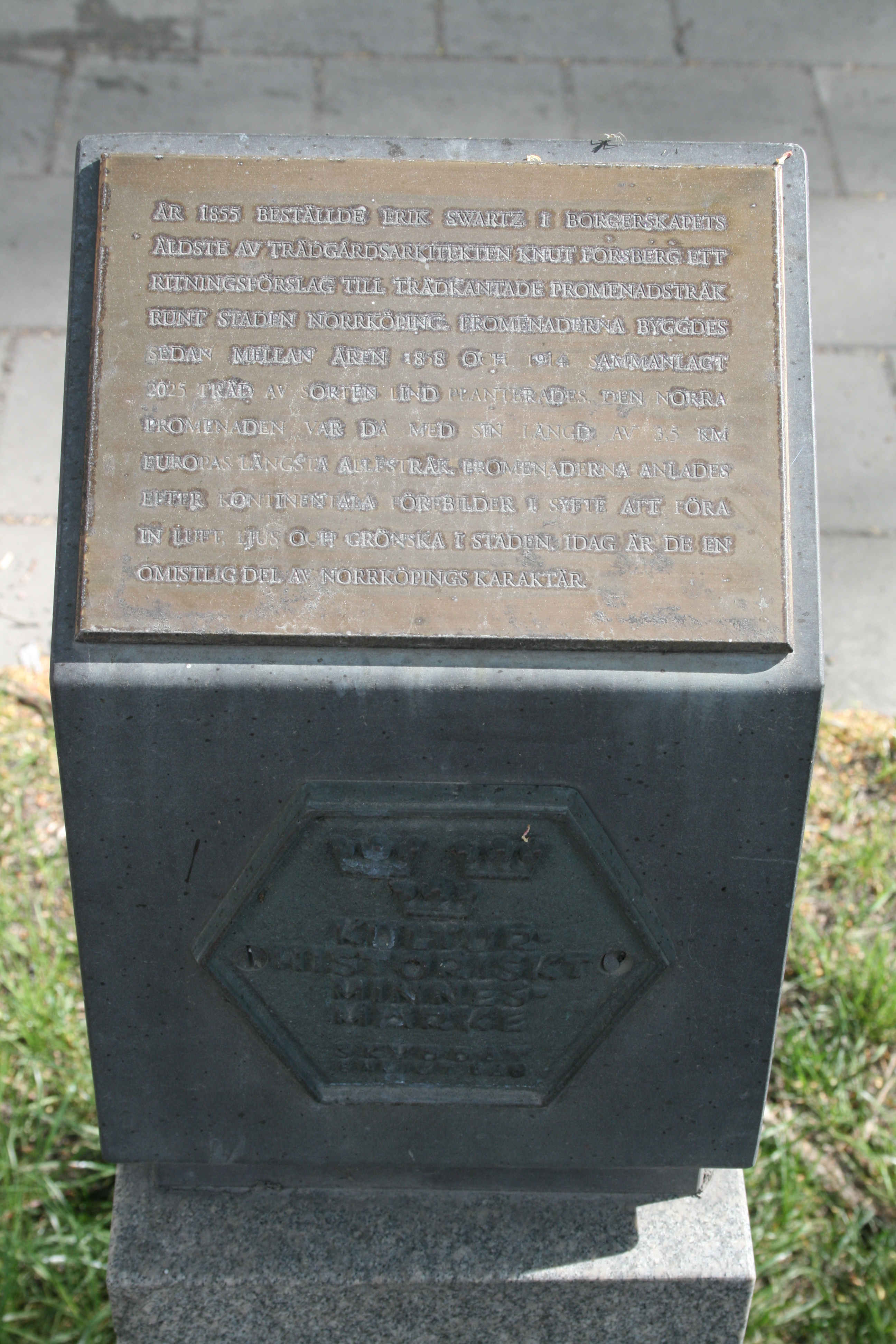
Targa (Kulturhistoriskt minnesmärke) che identifica i byggnadsminne di proprietà privata. La foto ritrae la targa di Södra Promenaden a Norrköping.

I byggnadsminne sono edifici di valore storico e culturale riconosciuti dalla legge svedese. Lo status di byggnadsminne è la più alta protezione che può essere attribuita a costruzioni in Svezia, ed è stabilita dalla legge 1988:950 (Kulturmiljölag). Lo scopo dei byggnadsminne è quello di preservare le tracce storiche della vita quotidiana nella società civile attraverso il tempo, testimoniando l'evoluzione della società e conservando la memoria di specifici eventi o persone di rilievo.
Il riconoscimento di byggnadsminne può essere attribuito a edifici, parchi o costruzioni di altro tipo, siano essi antichi o moderni, e comporta il fatto che il byggnadsminne debba essere preservato nel futuro, senza poter essere alterato o demolito. In Svezia vi sono oltre 2 000 byggnadsminne, e una lista è mantenuta dal Riksantikvarieämbetet.
Esistono due tipi di byggnadsminne, ovvero privati o statali. Gli edifici della Chiesa di Svezia sotto tutela hanno invece lo stato di kyrkligt kulturminne.

## Storia
In Svezia, la protezione di costruzioni storiche da parte dello stato si può datare a una legge del 1666, "Placat och Påbudh om Gamle Monumenter och Antiquiteter i Rijket". La cura degli edifici della corona era affidata agli architetti di corte. Nel 1697 Nicodemus Tessin il giovane venne nominato sovraintendente di tutti i "castelli, edifici, parchi e costruzioni" regi. L'attuale legge a riguardo degli edifici sotto tutela (kulturhistoriskt märkliga) risale al 1942, e quella riguardo ai byggnadsminne nello specifico risale al 1960.

## Byggnadsminne privati
Le amministrazioni regionali (länsstyrelse) hanno la prerogativa di attribuire lo stato di byggnadsminne a edifici quali abitazioni private, parchi, ponti, o costruzioni industriali, di alto valore storico o culturale. La richiesta può partire dai proprietari oppure può essere di iniziativa dell'amministrazione. L'amministrazione supervisiona lo stato dei byggnadsminne e permessi devono essere richiesti per azioni che possono alterarne lo stato di conservazione. I proprietari possono richiedere finanziamenti per costi di restauro.

## Byggnadsminne pubblici
Il governo svedese ha la prerogativa di attribuire lo stato di byggnadsminne a edifici di proprietà dello stato. Le proposte per il riconoscimento di nuovi byggnadsminne sono formulate dal Riksantikvarieämbetet, che è anche responsabile per la supervisione degli stessi. Vi sono circa 265 byggnadsminne di proprietà dello stato, che includono castelli, ponti, tribunali, edifici universitari, ecc.